# 1-метокси-1,3,5-циклогептатриен
1-метокси-1,3,5-циклогептатриен (си-эйч) — боевое отравляющее вещество, болевого действия. При концентрации пара 0,025 мг/л он вызывает болевые ощущения в местах контакта с телом. Его смертельная доза ЛД50 вдвое больше соответствующей токсодозы хлорбензальмалондинитрила.

## Летальная доза
Кролики - 8 мг/кг (внутривенно)

Крысы - 13 мг/кг (внутривенно), 21 мг/кг (внутрибрюшинно), 282 мг/кг (перорально)

Мыши - 13 мг/кг  (внутрибрюшинно), 478 мг/кг (перорально)

## Дополнительная информация
Летучесть 0,008 мг/л (20 С). Входит в рецептуру EA 5302 (содержит ещё 33% психотомиметического гликолата). Разлагается под действием воздуха и света.